# Stazione di Bonn Centrale
La stazione di Bonn Centrale (in tedesco Bonn Hbf) è la principale stazione ferroviaria della città tedesca di Bonn.

## Storia
La stazione venne attivata il 15 febbraio 1844 con il completamento della linea da Colonia esercita dalla Bonn-Cölner Eisenbahn-Gesellschaft (BCE); dieci anni dopo la linea venne prolungata verso sud, fino a Rolandseck, e pertanto Bonn divenne stazione passante.
Il 1º marzo 1870 Bonn divenne stazione di diramazione: infatti in tale data venne attivata la linea per Oberkassel, che varcava il Reno grazie a un traghetto.
Il 7 giugno 1880 entrò in servizio un'ulteriore linea, la Voreifelbahn; in conseguenza di ciò il piazzale binari venne ampliato, e il fabbricato viaggiatori d'origine venne sostituito da un nuovo opulento edificio in stile neorinascimentale, progettato dagli architetti Schellen, Unger e Viereck e costruito dal 1883 al 1884.

## Movimento

### Trasporto regionale e S-Bahn
La stazione è servita dalla linea RegioExpress RE 5, dalle linee regionali RB 26, RB 30 e RB 48, e dalla linea S 23 / RB 23 della S-Bahn di Colonia.

## Servizi
Nella stazione sono presenti i seguenti servizi:
- Biglietteria a sportello
- Deposito bagagli
- Ufficio oggetti smarriti
- Posto di polizia
- Servizi igienici

## Interscambi
- Fermata della Stadtbahn (Hauptbahnhof, linee 16, 18, 63, 66, 67 e 68)[3]
- Fermata tram (Hauptbahnhof, linee 61 e 62)[3]
- Fermata autobus
- Parcheggio taxi

## Riproduzioni modellistiche
Nel 1981, alla XXII Fiera del giocattolo di Norimberga, furono presentate due riproduzioni in scala H0 del fabbricato viaggiatori della stazione di Bonn, realizzate da due ditte concorrenti: il modello Faller presentava dimensioni ridotte rispetto all'originale, con una lunghezza complessiva di 70 cm e una larghezza di 16 cm, mentre il modello Kibri, in scala esatta, aveva una lunghezza di 99 cm e una larghezza di 29,5 cm; Kibri presentò anche un modello in scala esatta della tettoia metallica.
L'anno successivo, alla XXIII Fiera del giocattolo, la ditta Faller presentò anch'essa il modello in scala H0 della tettoia, a cui si aggiunse il modello in scala N del fabbricato viaggiatori.

### Esplicative
1. ↑  Abbreviazione di Bonn Hauptbahnhof, letteralmente "Bonn stazione principale".

### Bibliografiche
1. 1 2  Berger (1987), p. 98.
2. ↑  Berger (1987), pp. 98-99.
3. 1 2 3   Schienennetz 2017 - Region Bonn (PDF), su vrsinfo.de (archiviato dall'url originale il 22 luglio 2017).
4. ↑  (DE) Bonn Hbf, su bahnhof.de.
5. ↑  (DE) MIBA Miniaturbahnen, anno 33, n. 3, marzo 1981,  pp. 202-203.
6. 1 2  (DE) MIBA Miniaturbahnen, anno 33, n. 3, marzo 1981,  pp. 239-241.
7. ↑  (DE) MIBA Miniaturbahnen, anno 34, n. 3, marzo 1982,  p. 215.
8. ↑  (DE) MIBA Miniaturbahnen, anno 34, n. 3, marzo 1982,  p. 216.